# Tanbu, Huadu
Tanbu (kinesiska: 炭步) är en köping i sydöstra Kina. Den ligger i stadsdistriktet Huadu i provinshuvudstaden Guangzhou i provinsen Guangdong, omkring 28 kilometer nordväst om centrala Guangzhou. Antalet invånare är 55 797. Befolkningen består av 25 726 kvinnor och 30 071 män. Barn under 15 år utgör 11,0 %, vuxna 15-64 år 79 %, och äldre över 65 år 9,0 %.